# Колышманы (Медянское сельское поселение)
Колышманы — деревня в Юрьянском районе Кировской области в составе Медянского сельского поселения.

## География
Находится на расстоянии примерно 3 километра на запад-северо-запад по прямой от поселка Мурыгино.

## История
Известна с 1671 года как починок Гришки Пермина с 1 двором. В 1764 году учтено 23 жителя. В 1873 году отмечено дворов 5 и жителей 39, в 1905 10 и 57, в 1926 8 и 48, в 1950 9 и 39. В 1989 году постоянных жителей не осталось. Ныне имеет дачный характер. 

## Население
Постоянное население  составляло не было учтено как в 2002 году, так и в 2010.